# Béla Miklós
Béla Miklós de Dálnok (Dálnoki Miklós Béla; n. 11 iunie 1890, Budapesta, Austro-Ungaria – d. 21 noiembrie 1948, Budapesta, Republica Ungară⁠(d)) a fost un ofițer și politician maghiar.
În anul 1920 a fost avansat locotenent după Primul Război Mondial.
În perioada 1944 - 1945 a ocupat funcția de prim-ministru.